# Iaroslavl

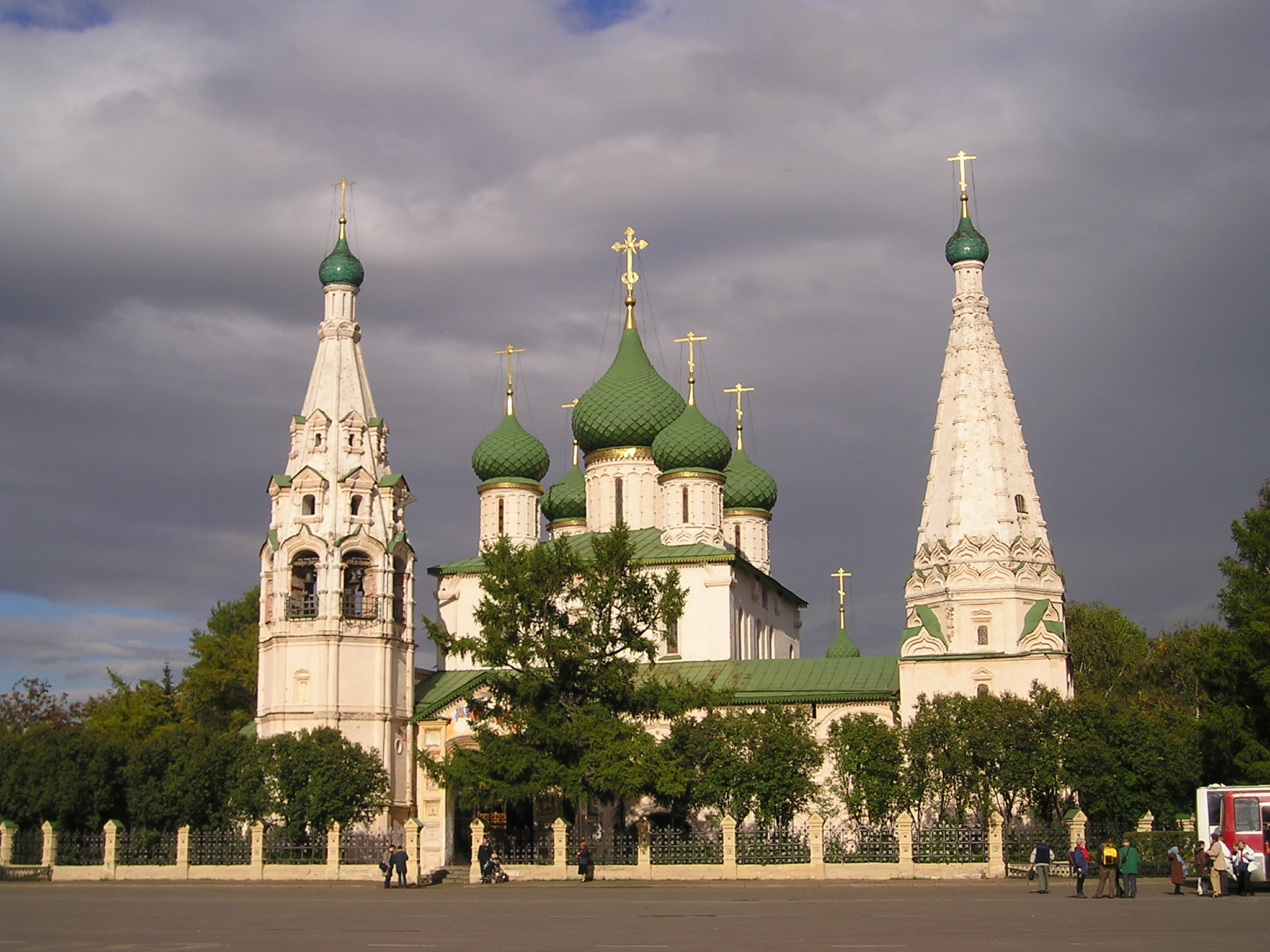
Plaça Yar

Iaroslavl (en rus: Яросла́вль) és una ciutat de Rússia i la capital de l'óblast de Iaroslavl. Està a la vora del riu Volga, 250 km al nord-est de Moscou. Té uns 613.088 habitants (2002). El centre històric de la ciutat té la consideració per la UNESCO de Patrimoni de la Humanitat.
Els vikings hi tenien un assentament als segles viii i ix (Timeriovo). La ciutat apareix mencionada des de l'any 1071. Al segle xvii era la segona ciutat de Rússia per població i la capital de facto durant l'ocupació polonesa de Moscou de l'any 1612. Actualment és una ciutat industrial.

## Fills il·lustres
- Aleksandr Liapunov (1857–1918), matemàtic i estadístic rus
- Serguei Liapunov (1859–1924), compositor i pianista rus
- Ievgueni Slutski (1880-1948), matemàtic i economista soviètic
- Pàvel Koltxin (1930–2010), esquiador de fons soviètic
- Dmitri Popov (1967), exfutbolista rus
- Maksim Taràssov (1970), atleta rus, ja retirat, guanyador de dues medalles olímpiques en salt de perxa